# Pseudorhaphitoma tropica
Pseudorhaphitoma tropica é uma espécie de gastrópode do gênero Pseudorhaphitoma, pertencente a família Mangeliidae.